# Estornell de Rüppell
L'estornell de Rüppell (Lamprotornis purpuroptera) és una espècie d'ocell de la família dels estúrnids (Sturnidae). Habita les sabanes i matollars secs de l'Àfrica oriental. També se'l troba en terres llaurables i de pastura. El seu estat de conservació es considera de risc mínim.
El nom comú de Rüppell fa referència al zoòleg alemany Wilhelm Peter Eduard Simon Rüppell (1794-1884).